# Ałeksandar Mitreski
Aleksandar Mitreski (ur. 5 sierpnia 1980 w Ochrydzie) – macedoński piłkarz grający na pozycji obrońcy. Mierzy 185 cm wzrostu.